# أريلد بيرغ
أريلد بيرغ (بالنرويجية البوكمول: Arild Berg)‏ هو لاعب كرة قدم نرويجي، ولد في 17 يوليو 1975 في بودو في النرويج، وتوفي في 22 يونيو 2019. لعب مع نادي بودو/غليمت ونادي لين.

## وصلات خارجية
- أريلد بيرغ على موقع اتحاد النرويج (النرويجية)
- أريلد بيرغ على موقع قاعدة بيانات كرة القدم.إي يو (الإنجليزية)